# Scaptodrosophila melaena
Scaptodrosophila melaena är en tvåvingeart som beskrevs av Chassagnard och Tsacas 1997. Scaptodrosophila melaena ingår i släktet Scaptodrosophila och familjen daggflugor.
Artens utbredningsområde är Malawi. Inga underarter finns listade i Catalogue of Life.